# The Economist (Lost)
 Denne artikel omhandler Lost-afsnittet. Opslagsordet har også en anden betydning, se The Economist.
"The Economist" er tredje afsnit af fjerde sæson i den amerikanske tv-serie Lost og hele seriens 72. afsnit. Afsnittet blev i USA sendt den 14. februar 2008 på American Broadcasting Company. Afsnittet er skrevet af Edward Kitsis og Adam Horowitz, instrueret af Jack Bender og centrerer sig om Sayid.

## Plot

### På øen
Gruppen ved helikopteren undrer sig over hvorfor Naomi havde et billede af Desmond og Penny med sig, hvorfor Juliet vandrer til stranden for at bringe ham til helikopteren. Sayid sørger over Naomi, op bemærker et hendes armbånd. Sayid, Kate og Miles drager til The Barracks i håb om at få Charlotte med sig tilbage. Da de ankommer til landsbyen er den tilsyneladende efterladt, indtil de finder Hurley efterladt i et klædeskab. Han fortæller at de andre efterlod ham; Noget der skal vise sig at være en løgn i et baghold orkestreret af Locke. Før bagholdet finder Sayid et hemmeligt rum, hvor Ben opbevarer masser af tøj, penge og pas. Sawyer holder Kate på det ene værelse, og forsøger at overtale hende til at blive på øen. Samtidig holdes Sayid og Ben i det samme rum. Under et forhør overtaler Sayid Locke til at bytte Miles for Charlotte.
Daniel opdager i et eksperiment, at der er noget forunderligt og mystisk ved øens fysiske love, hvilket han også noterede sig om dens lyssætning. Han fortæller Frank at det er vigtigt, at helikopteren følger den nøjagtig samme rute tilbage. Da Desmond ankommer, og Sayid vender tilbage med Charlotte, forlader de (Desmond, Sayid, Naomi og Frank) øen med retning mod fragtskibet.

### Flashforward
Sayid spiller golf i Seychellerne, og da en modspiller nærmer sig ham, indikerer Sayid først og fremmest at han har betalt for at være alene, og fortæller bagefter at han er af The Oceanic Six. De indgår et væddemål på $100, om hvorvidt man bør bruge 5-jern eller 7-jern i Sayids aktuelle situation. Modspilleren vinder, men umiddelbart før han forlader stedet bliver han dræbt af Sayid. 
Senere, i Berlin, skaber Sayid kontakt til en kvinde, Elsa, hvis arbejdsgiver Sayid har fået til opgave at assasinere. De to bliver forelsket, men situationen vender drastisk da hun opdager Sayids mission og dermed føler sig udnyttet. Hun skyder ham i skulderen, hvorefter han distraherer og efterfølgende myrder hende. Han finder et armbånd mange til det Naomi havde på øen. Sayid opsummerer begivenhederne og fortæller til sin egen arbejdsgiver, Ben, at kvindens arbejdsgiver er ude efter ham.

## Trivia
- Både Juliet og Hurley siger de blev efterladt ("left behind"), da de bruges som lokkemand i og omkring The Barracks[3].
- Sayid siger han hellere vil sælge sin sjæl end at arbejde for Ben. I flashforwards afsløres det de ender med at arbejde sammen.
- Hurley hentyder til Sayids halsbrækkende aktion i "Through the Looking Glass" som "break dancing."
- Portrættet på pengeselderne i Bens skuffe er af Michael Faraday.
- Uret Daniel bruger i sit eksperiment viser tiden: 03:16:23. Da det bruges om eftermiddagen, kan det formodes at 03 kan erstattes med 15, hvormed der står 15:16:23. Tre af tallene 4 8 15 16 23 42.

## Fodnoter
1. ↑  6'eren programoversigt Arkiveret 16. januar 2009 hos  Wayback Machine Hentet 16. januar 2009
2. ↑  Lost: 
"Confirmed Dead" (Sæson 4, afsnit 2). Manuskript af Drew Goddard & Brian K. Vaughan.  Broadcasted første gang på American Broadcasting Company den 7. februar 2008.
3. ↑  Lost: 
"Left Behind" (Sæson 3, afsnit 15). Manuskript af Damon Lindelof & Elizabeth Sarnoff.  Broadcasted første gang på American Broadcasting Company den TBA.